# 1066 Lobelia
Lobelia (asteróide 1066) é um asteróide da cintura principal, a 1,8979401 UA. Possui uma excentricidade de 0,2098044 e um período orbital de 1 359,63 dias (3,72 anos).
Lobelia tem uma velocidade orbital média de 19,21846962 km/s e uma inclinação de 4,82455º.
Esse asteróide foi descoberto em 1 de Setembro de 1926 por Karl Reinmuth.